# Кибритлии
„Кибритлии“ (на английски: Matchstick Men) е черна комедия от 2003 г. на режисьора Ридли Скот по едноименния роман на Ерик Гарсия от 2002 г. Във филма участват Никълъс Кейдж, Сам Рокуел и Алисън Ломан. Премиерата на филма е на 2 септември 2003 г. на 60-ият международен филмов фестивал във Венеция. По кината в САЩ е пуснат на 12 септември 2003 г. Получава предимно положителни рецензии от критиката и печели 65 млн. долара при бюджет от 62 млн. долара.